# Albert Winsemius
Albert Winsemius (født 1910, død 4. december 1996), var en hollandsk økonom, der i perioden fra 1961 til 1984 fungerede som økonomisk rådgiver for Singapore. Han var chef for De Forenede Nationers overvågningsafdeling i Singapore og spillede en væsentlig rolle i udformningen af strategien for udviklingen af Singapores økonomi i samarbejde med bl.a. Singapores ledere Lee Kuan Yew, Goh Keng Swee, Hon Sui Sen og senere Goh Chok Tong.
Albert Winsemius tilskrives en stor del af æren for at have skabt en moderne økonomi med fokus på industri, uddannelse og byplanlægning i Singapore.